# Guadalupe Victoria, San Juan Juquila Mixes
Guadalupe Victoria är en ort i Mexiko.   Den ligger i kommunen San Juan Juquila Mixes och delstaten Oaxaca, i den sydöstra delen av landet, 400 km sydost om huvudstaden Mexico City. Guadalupe Victoria ligger 1 008 meter över havet och antalet invånare är 1 147.
Terrängen runt Guadalupe Victoria är kuperad västerut, men österut är den bergig. Runt Guadalupe Victoria är det mycket glesbefolkat, med 7 invånare per kvadratkilometer. Närmaste större samhälle är San Juan Juquila, 8,6 km nordväst om Guadalupe Victoria. I omgivningarna runt Guadalupe Victoria växer i huvudsak städsegrön lövskog.